# Тимофєєва Ганна Вікторівна
Ганна Вікторівна Тимофєєва (нар. 18 липня 1987 року) — російська ватерполістка, центральний нападник ватерпольного клубу «Югра» і збірної Росії. Заслужений майстер спорту.

## Життєпис
Прийшла у водне поло з плавання, яким займалася з семи до вісімнадцяти років і мала спортивний розряд кандидата в майстри спорту. Першим тренером у водному поло був А. Іванов в нижегородської команді «Олімп».

## Кар'єра
Наказом Мінспорттуризму РФ від 03 серпня 2010 року № 108-нг Ганні Вікторівні присвоєно спортивне звання «Майстер спорту міжнародного класу Росії».

## Нагороди
- Медаль ордена «За заслуги перед Вітчизною» II ступеня (25 серпня 2016 року) — за високі спортивні досягнення на Іграх XXXІ Олімпіади 2016 року в місті Ріо-де-Жанейро (Бразилія), проявлену волю до перемоги[4].